# Immeuble au 1, rue Molière à Marseille
L'immeuble situé au no 1 de la rue Molière à Marseille est un immeuble dont les façades sur rues et les toitures sont inscrites au titre des monuments historiques. Il est situé dans le 1er arrondissement de Marseille, en France.

## Localisation
L'immeuble est situé dans le 1er arrondissement de Marseille.

## Histoire
Les façades sur rues et les toitures font l'objet d'une inscription au titre des monuments historiques depuis le 27 juillet 1965.